# Ильинское (Мяксинское сельское поселение)
Ильи́нское — село в Череповецком районе Вологодской области.
Входит в состав Мяксинского сельского поселения (c 1 января 2006 по 30 мая 2013 входило в Щетинское сельское поселение), с точки зрения административно-территориального деления — центр Ильинского сельсовета.
Расстояние до районного центра Череповца по автодороге — 51 км, до центра муниципального образования Мяксы по прямой — 17 км. Ближайшие населённые пункты — Музга, Ляпуново, Хвощевик.
По переписи 2002 года население — 86 человек (42 мужчины, 44 женщины). Всё население — русские.